# Pacyfikacja wsi Kaszów
Pacyfikacja wsi Kaszów (też: Pacyfikacja Kaszowa) – masowa zbrodnia popełniona na polskiej ludności cywilnej, połączona z niszczeniem mienia, dokonana w dniu 1 lipca 1943 roku przez okupantów niemieckich we wsi Kaszów w czasie II wojny światowej. Zamordowano 26 osób.

## Przebieg pacyfikacji
Niemcy pojawili się w Kaszowie pod pretekstem poszukiwania domniemanych partyzantów ukrywanych we wsi. O godzinie 8 rano nadjechała kolumna samochodów ciężarowych i taksówek z SS-manami i policją niemiecką. Samochody rozjechały się i Niemcy rozproszyli się wokół wsi, zgarniając pracujących w polu, wypędzając z domów, po czym kierowali ludzi na wybraną jako miejsce kaźni – łąkę na wysokości centrum wsi tzw. Ugorki za Ciubami. Ludzie posłusznie poddawali się rozkazom gdyż nie byli świadomi zagrożenia, a mieszkania miały pozostać otwarte i udostępnione do rewizji.
Ugorek przecinała droga polna, wzdłuż której SS-mani podzielili kobiety i mężczyzn. Dzieci pozostawiono z kobietami. Mężczyzn było około 350. Początkowo wszyscy siedzieli razem, następnie Niemcy wskazali pięciu, którzy mieli zostać rozstrzelani, po czym odwieziono ich samochodem na miejsce egzekucji.
Ponieważ nie było pretekstu do wskazania następnej piątki skazańców, Niemcy uciekli się do tortur psychicznych nad mieszkańcami. Wszyscy leżeli twarzą ku ziemi, w rzędach po 10 osób, wzdłuż których przechadzali się oprawcy.
Kulminacją było odczytanie listy trzydziestu straceńców. W miejsce brakujących osób z listy, wybrano spośród obecnych. Rozkazano wszystkim powstać i patrzeć prosto w oczy przechodzącemu hitlerowcowi. Wskazani przez niego musieli dołączyć do leżących obok, odczytanych z listy.
Następnie w pobliskiej stodole urządzono „salę sądową” gdzie odprowadzono wspomnianych mieszkańców. W czasie tortur, zastosowano drastyczne metody m.in. drabinę z wozu (tzw. sienna) do której przywiązywano ofiary, dębowe konary o grubości 5 cm itp. Leżący na łące pozostali mieszkańcy wysłuchiwali przejmujących krzyków katowanych członków rodzin.
Tortury przeciągnęły się do zmroku. Po zachodzie słońca, dowódca SS odczytał wyrok skazujący katowane przez cały dzień ofiary na śmierć przez rozstrzelanie. Egzekucję na okrutnie pobitych 25 mieszkańców, przy poświacie płonących domów, wykonał hitlerowiec strzałem w kark. Wieczorem, ok. godziny 10, sołtys otrzymał rozkaz zakopania ofiar w miejscu zbrodni, a pozostałych odesłano do domów.
Pacyfikacja wsi pochłonęła 26 ofiar. Spalono 24 domostwa, na pozostałych przy życiu mieszkańców Kaszowa nałożono kontrybucję. Najtragiczniejszy dzień w historii Kaszowa. 

## Ofiary pacyfikacji
Lista nazwisk osób zamordowanych podczas pacyfikacji:
1. Bartłomiej Baran
2. Regina Boroń
3. Jan Buła
4. Sylwester Buła
5. Władysław Buła
6. Jan Czekaj
7. Bronisław Kaduła
8. Stanisław Kromka
9. Jan Michno
10. Tomasz Michno
11. Andrzej Miś
12. Antoni Miś
13. Barbara Miś
14. Kazimierz Nowak
15. Izydor Paździor
16. Andrzej Poprawa
17. Jan Sabura
18. Katarzyna Socha
19. Filip Sołtysik
20. Julia Suchan
21. Anna Szwajdych
22. Jan Trojan
23. Antonina Urbaniec
24. Szymon Duroń
25. Tadeusz Turczynowski
26. N.N.

## Śledztwo
Według ustaleń Krakowskiego oddziału IPN niemiecka zbrodnia miała zostać sprowokowana przez komunistyczną partyzantkę. Po upadku PRL-u z zeznań nielicznych wciąż żyjących świadków tamtych wydarzeń wynika że bezpośrednią przyczynę akcji pacyfikacyjnej miał być napad na mleczarnię, dokonany przez oddział Gwardii Ludowej w nocy z 30 czerwca na 1 lipca 1943 r. w Rybnej – miał charakter wyłącznie rabunkowy. Niemcy ruszyli śladem komunistów, którzy ukryli się w jednym z gospodarstw w Kaszowie, ale na widok zbliżającej się obławy uciekli nie podejmując walki. Mimo że wielu mieszkańców Kaszowa znało członków komunistycznej grupy zbrojnej, Niemcom nie udało się zdobyć żadnych informacji na ich temat, nawet podczas tortur.

## Upamiętnienie
Zwłoki ofiar pacyfikacji pochowano w miejscu kaźni, po wojnie miejsce egzekucji upamiętniono symbolicznym pomnikiem. Pacyfikacja wsi została opisana na podstawie relacji świadków przez profesora Rosponda w książce „Zginęli na polu chwały” (wyd. 1946, 1993 i 2009).
Po wojnie mieszkańcy wioski wznieśli pomnik upamiętniający te wydarzenia. 